# Богер, Вильгельм
Вильгельм Фридрих Богер (нем. Wilhelm Friedrich Boger; 19 декабря 1906, Цуффенхаузен, Штутгарт, Германская империя — 3 апреля 1977, Битигхайм-Биссинген, ФРГ) — обершарфюрер СС, сотрудник политического отдела (лагерного гестапо) концлагеря Освенцим, известный своей жестокостью.

## Биография
Вильгельм Богер, сын торговца, происходил из семьи среднего класса. Посещал 9 лет школу на юге Штутгарта и в 1922 году получил аттестат об окончании среднего образования. Закончил коммерческое образование в кампании Райншталь. С 1925 года был гражданским служащим. В возрасте 16 лет стал членом организации национал-социалистической молодёжи, которая была предшественницей Гитлерюгенда. Кроме того, работал в нескольких народных организациях, таких как союз Артаманен. В возрасте 18 лет вышел из евангелической церкви. 1 октября 1929 года вступил в НСДАП (билет № 153652) и в том же году присоединился к Штурмовым отрядам (СА). 19 июля 1930 года перешёл из СА в ряды СС (№ 2779). Сменил несколько профессий и в конце концов в марте 1932 года стал безработным. С 1933 года жил в Фридрихсхафене и служил в главном отделении политической полиции Вюртемберга.
После начала Второй мировой войны был откомандирован в отделение гестапо в городе Цихенау. В 1939 году занял пост руководителя пограничного комиссариата Остроленка. Там он получил прозвище «палач Остроленки». До мая 1940 года находился в Остроленке и впоследствии был переведён в ведомство гестапо в городе Хоэнзальца. В 1940 году был отстранён от работы в полиции и заключён под стражу по обвинению в пособничестве и подстрекательстве к аборту. Его жена развелась с ним. Потом Богер женился на другой женщине, от которой у него было три дочери. После осуждения за аборт Богер в качестве наказания был переведён в полицейский батальон СС. В марте 1942 года был ранен на Восточном фронте под Ленинградом.
В декабре 1942 года Богер в звании обершарфюрера СС был переведён в концлагерь Освенцим. В сферу его ответственности в политическом отделе входило расследование побегов, краж и розыски. Его семья жила неподалёку от лагеря. Богер приказывал расстреливать людей без разбора и разработал жестокие методы допроса. В частности, он придумал качели для пыток, которые состояли из двух вертикальных столбов, на которых заключённых подвешивали вверх ногами, а их запястья привязывали к лодыжкам или к брусьям. Богер ввёл этот инструмент пыток в Освенциме и сам называл это «говорящей машиной». В этом беспомощном состоянии заключенных допрашивал Богер, притом они жестоко избивались палками и кнутами, некоторые из них были избиты до смерти, что и дало ему прозвище «Освенцимская бестия». Бывшая заключённая лагеря позже описала одну из  жертв пыток на процессе словами: «Он более не походил на человека». В январе 1945 года участвовал в переводе секретных файлов [?] в концлагерь Бухенвальд. С февраля по апрель 1945 года был сотрудником политического отдела концлагеря Дора-Миттельбау.

### После войны
После войны скрывался, пока 19 июня 1945 года не был обнаружен в Людвигсбурге, где жили его родители. Богер был доставлен в тюрьму Людвигсбурга, а потом отправлен в лагерь в Дахау. 22 ноября 1946 года сбежал из лагеря, узнав, что будет отправлен в Польшу. До середины 1949 года работал сельскохозяйственным рабочим в Крайльсхайме. В сентябре 1950 года нашёл работу в качестве кладовщика на фабрике по производству самокатов Heinkel в Цуффенхаузене.
8 октября 1958 года Богер был арестован и привлечён в качестве обвиняемого к суду над сотрудниками Освенцима, которой проходил с 20 декабря 1963 по 19 августа 1965 года во Франкфурте. Ему было предъявлено обвинение в участии в селекциях, убийствах, расстрелах заключённых в блоке 11 и убийствах во время допроса. Обвиняемый последовательно отрицал какую-либо причастность к преступлениям в Освенциме. Сам Богер оскорблял и глумился над присутствующими и совершал нацистское приветствие в зале суда. Он свидетельствовал, что в национал-социалистическом обществе существовала точка зрения, что приказы, данные начальством, выполнялись без ограничений. Только на 145-й день суда он согласился на частичное признание своей вины:
И после приблизительно двух или трёх расстрелов Грабнер сказал: „Квакернак, дай свою винтовку, дальше стреляет обершарфюрер Богер”. После этого я застрелил двух заключённых. Затем Грабнер приказал снова сменить стреляющих. [...] Это был единственный случай, где я был задействован и где я выполнял казнь по приказу Грабнера.
23 апреля 1964 бывшая заключённая лагеря Дуня Злата Вассерштром дала показания в качестве свидетеля: 
В ноябре 1944 года прибыл грузовик, в котором были дети. Грузовик остановился возле барака. Маленький мальчик в возрасте от 4 до 5 лет спрыгнул с грузовика. У него было яблоко в руке. Откуда прибыли дети я не знаю. [Вильгельм] Богер и [Ганс] Дразер стояли в дверях. Я сама стояла у окна. Ребёнок стоял рядом с грузовиком. Богер подошёл к ребёнку, схватил его за ноги и швырнул головой об стену. Он положил в карман яблоко. Затем Дразер подошёл ко мне и приказал „вытереть стену”. Я так и поступила. Через час пришёл Богер и позвал меня для перевода. Он съел яблоко. Я видела всё это своими глазами. Ребёнок был мёртв. Эсэсовец убрал ребёнка.
19 августа 1965 года Богер был приговорён к пожизненному тюремному заключению и дополнительно к 15 годам лишения свободы за пятикратное убийство. Кроме того, он был пожизненно лишён гражданских прав. Он не признал себя виновным ни по одному пункту обвинения. Умер в заключении в 1977 году.